# ASTM
Pour les articles homonymes, voir ASTM (homonymie).
La société ASTM S.p.A. - sigle de Autostrada Torino–Milano - Autoroute Turin-Milan S.p.A., est une société autoroutière italienne qui fait partie de Argo Finanziaria S.p.A. du Groupe Gavio.

## Histoire
La société a été créée le 28 novembre 1928 sous la raison sociale Società Anonima Autostrada Torino-Milano dont l'objet était de concevoir et de réaliser une liaison autoroutière entre les capitales industrielles du nord italien : Turin et Milan. Cette autoroute était voulue par le Sénateur Giovanni Agnelli, patron du groupe Fiat et par l'IRI qui prit une participation dans la société mais qui la cèdera en 1953. Depuis 1981, la société appartient au groupe italien Gavio.
En 2002, le groupe Gavio crée la société SIAS S.p.A. qui regroupe tous les intérêts du groupe dans le domaine autoroutier et qui gère 500 km d'autoroutes italiennes.
Depuis le 6 juillet 2007, dans le cadre d'un processus de réorganisation visant à recentrer ses intérêts dans son métier de base, la construction, revend à la holding Piémond-Val d'Aoste - HPVDA S.p.A., contrôlée par le groupe SIAS, 41,17 % de la société autoroutière ATIVA S.p.A. qui possède les autoroutes de contournement de la ville de Turin, 65,085 % de SAV S.p.A. qui possède l'autoroute entre Turin et le tunnel du Mont Blanc, et 36,531 % de SITAF S.p.A. qui possède l'autoroute entre Turin et le tunnel du Fréjus. 
ASTM SpA a cédé sa participation détenue dans la société SATAP S.p.A. au groupe SIAS, ainsi que 36,5 % de SITRASB S.p.A. à SAV, soit un total de 500 km d'autoroutes italiennes en Lombardie, Piémont et Val d'Aoste.

## Principales sociétés contrôlées par ASTM S.p.A
- SIAS S.p.A.[3].
- Sina S.p.A.
- Sineco S.p.A.